# Itàlia nord-occidental

Itàlia nord-occidental.

La Itàlia nord-occidental  és aquella part del territori d'Itàlia que comprèn les regions de Vall d'Aosta, Piemont, Llombardia i Ligúria. També se'l coneix com a  Itàlia Nord-oest  o  Itàlia del Nord-oest .

## Límits
La Itàlia nord-occidental  limita a l'oest amb França a través dels Alps occidentals, al nord amb Suïssa mitjançant els Alps centrals, a l'est amb les regions del Vèneto i Emília-Romanya que pertanyen a la Itàlia nord-oriental, i al sud amb el Mar Mediterrani i la regió de la Toscana a la Itàlia central.

## Generalitats
La Itàlia nord-occidental  ocupa gran part de la Vall del Po, el riu més llarg d'Itàlia, i comprèn regions altament industrialitzades i amb gran interès turístic.

### Parlament Europeu
La regió d'Itàlia nord-occidental correspon a una circumscripció electoral del Parlament Europeu, amb dret a 23 escones, el que considerant la població de la regió correspon a un per cada 653.000 habitants i, per tant, la regió italiana més afavorida en aquest aspecte.